# Hearts or Diamonds?
Hearts or Diamonds? is een Amerikaanse misdaadfilm uit 1918 onder regie van Henry King.

## Verhaal
De diamantenverzamelaar Larry Hanrahan helpt een met juwelen bezette vrouw in een café, als ze wordt beroofd door bandieten. Hij wordt uitgenodigd voor een bezoek aan haar en haar man, die over een geheim lab blijkt te beschikken. Daar vervaardigt een scheikundige nepdiamanten. Larry raakt almaar dieper verstrikt in een web van intriges.

## Rolverdeling
| Acteur           | Personage             |
| ---------------- | --------------------- |
| William Russell  | Larry Hanrahan        |
| Charlotte Burton | Adrienne Gascoyne     |
| Howard Davies    | Kolonel Paul Gascoyne |
| Carl Stockdale   | Bewley                |
| John Gough       | Wintermute            |
| Robert Klein     | Hoskins               |